# Oscar Lewicki
Carl Oscar Johan Lewicki (Malmö, 14 juli 1992) is een Zweeds-Pools voetballer die als defensieve middenvelder en als centrale verdediger uit de voeten kan. Hij verruilde in januari 2015 BK Häcken voor Malmö FF.

## Clubcarrière
Bayern München haalde Lewicki in 2008 weg uit de jeugd van Malmö FF. Tijdens het seizoen 2010/11 speelde hij 33 competitiewedstrijden voor Bayern München II in de 3. Liga. In augustus 2011 weigerde hij om zijn contract te verlengen en tekende hij in eigen land bij BK Häcken. Hij zag in Duitsland weinig perspectief om ooit voor het eerste elftal te mogen uitkomen. Lewicki eindigde vervolgens in vier jaar bij Häcken drie keer in de middenmoot van de Allsvenskan. Het seizoen 2012 vormde daarop een uitzondering, toen hij met de club als nummer twee eindigde, twee punten achter kampioen IF Elfsborg. Nadat hij in 2014 met Häcken vijfde werd, tekende hij een contract bij toenmalig landskampioen Malmö FF. In het seizoen 2015/16 was Lewicki met Malmö actief in de UEFA Champions League: in de zomer van 2015 werden de kwalificaties gewonnen – onder meer van Celtic en Red Bull Salzburg – waarna Lewicki zes wedstrijden in de groepsfase speelde. Malmö eindigde als laatste in de groep, onder meer na een 0–8 nederlaag tegen latere finalist Real Madrid.

## Interlandcarrière
Lewicki speelde in diverse Zweedse nationale jeugdselecties. Hij debuteerde in 2011 voor Zweden –21, waarmee hij in 2015 het EK onder 21 van 2015 won. Op 17 januari 2014 maakte hij zijn debuut in het Zweeds voetbalelftal in een vriendschappelijke interland te Abu Dhabi tegen Moldavië (1–2 winst). Op 11 mei 2016 werd Lewicki opgenomen in de Zweedse selectie voor het Europees kampioenschap voetbal 2016 in Frankrijk. Zweden werd uitgeschakeld in de groepsfase na nederlagen tegen Italië (0–1) en België (0–1) en een gelijkspel tegen Ierland (1–1).

## Erelijst

### MetZweden –21
| Nationaal      |    |      |
| Winnaar EK –21 | 1x | 2015 |

2 Tinnerholm ·
3 Knudsen ·
4 Moisander ·
5 Rieks ·
6 Lewicki ·
7 Siby ·
8 Peña ·
9 Thelin ·
10 Christiansen  ·
11 Nanasi ·
13 Olsson ·
14 Jørgensen ·
15 Ceesay ·
17 Rosengren ·
18 Jansson ·
19 Cornelius ·
20 Berg ·
21 Vecchia ·
22 Ali ·
23 Johnsen ·
25 Busanello ·
27 Dahlin ·
30 Diawara ·
32 Guðjohnsen ·
33 Makolli ·
41 Skogmar ·
Coach: Rydström
1 Isaksson ·
2 Lustig ·
3 Johansson · 
4 Granqvist ·
5 Olsson ·
6 Forsberg ·
7 Larsson ·
8 Ekdal ·
9 Källström ·
10 Ibrahimović  · 
11 Berg · 
12 Olsen ·
13 Jansson ·
14 Lindelöf ·
15 Hiljemark ·
16 Wernbloom ·
17 Augustinsson ·
18 Lewicki ·
19 Kujović ·
20 Guidetti ·
21 Durmaz ·
22 Zengin ·
23 Carlgren ·
Coach: Hamrén